# Сейшелы на летних Олимпийских играх 2012
Сейшелы принимали участие в летних Олимпийских играх 2012 года, которые проходили в Лондоне (Великобритания) с 27 июля по 12 августа, где их представляли 6 спортсмена в четырёх видах спорта. На церемонии открытия Олимпийских игр флаг Сейшел дзюдоист Доминик Дюгассе, а на церемонии закрытия — Лисса Лабиче.
На летних Олимпийских играх 2012 Сейшелы вновь не сумели завоевать свою первую олимпийскую медаль. Впервые с 1984 года спортсмены Сейшел не выступали в парусном спорте и тяжёлой атлетике.

## Состав и результаты

### Бокс
Мужчины
| Соревнование | Спортсмены     | 1/16 финала           | 1/8 финала           | Четвертьфинал        | Полуфинал            | Финал                | Место |
| Соревнование | Спортсмены     | Соперник Результат    | Соперник Результат   | Соперник Результат   | Соперник Результат   | Соперник Результат   | Место |
| ------------ | -------------- | --------------------- | -------------------- | -------------------- | -------------------- | -------------------- | ----- |
| до 60 кг     | Андрик Аллисоп | INDДж. Бхагван П 8:18 | Завершил выступление | Завершил выступление | Завершил выступление | Завершил выступление | 17    |

### Дзюдо
Мужчины
| Соревнование | Спортсмены      | 1/16 финала             | 1/8 финала           | Четвертьфинал        | Полуфинал            | Финал                | Место |
| Соревнование | Спортсмены      | Соперник Результат      | Соперник Результат   | Соперник Результат   | Соперник Результат   | Соперник Результат   | Место |
| ------------ | --------------- | ----------------------- | -------------------- | -------------------- | -------------------- | -------------------- | ----- |
| до 100 кг    | Доминик Дюгассе | NEDХ. Гроль П 0000:1001 | Завершил выступление | Завершил выступление | Завершил выступление | Завершил выступление | 17    |

### Лёгкая атлетика
Мужчины
Беговые виды
| Соревнование | Спортсмены     | Отборочный раунд | Отборочный раунд | Отборочный раунд | Полуфинал            | Полуфинал            | Полуфинал            | Финал                | Финал                |
| Соревнование | Спортсмены     | Забег            | Результат        | Место            | Забег                | Результат            | Место                | Результат            | Место                |
| ------------ | -------------- | ---------------- | ---------------- | ---------------- | -------------------- | -------------------- | -------------------- | -------------------- | -------------------- |
| 200 метров   | Жан-Ив Эспарон | 7                | 21,99            | 8                | Завершил выступление | Завершил выступление | Завершил выступление | Завершил выступление | Завершил выступление |

Женщины
Технические виды
| Соревнование    | Спортсмены   | Квалификация | Квалификация | Финал                 | Финал                 |
| Соревнование    | Спортсмены   | Результат    | Место        | Результат             | Место                 |
| --------------- | ------------ | ------------ | ------------ | --------------------- | --------------------- |
| Прыжки в высоту | Лисса Лабиче | 1,85         | 20           | Завершила выступление | Завершила выступление |

### Плавание
Мужчины
| Соревнование              | Спортсмены   | Отборочный раунд | Отборочный раунд | Отборочный раунд | Полуфинал            | Полуфинал            | Полуфинал            | Финал                | Финал                | Итоговое место |
| Соревнование              | Спортсмены   | Заплыв           | Результат        | Место            | Заплыв               | Результат            | Место                | Результат            | Место                | Итоговое место |
| ------------------------- | ------------ | ---------------- | ---------------- | ---------------- | -------------------- | -------------------- | -------------------- | -------------------- | -------------------- | -------------- |
| 100 метров вольным стилем | Шейн Мангроо | 2                | 56,46            | 6                | Завершил выступление | Завершил выступление | Завершил выступление | Завершил выступление | Завершил выступление | 50             |

Женщины
| Соревнование              | Спортсмены    | Отборочный раунд | Отборочный раунд | Отборочный раунд | Полуфинал             | Полуфинал             | Полуфинал             | Финал                 | Финал                 | Итоговое место |
| Соревнование              | Спортсмены    | Заплыв           | Результат        | Место            | Заплыв                | Результат             | Место                 | Результат             | Место                 | Итоговое место |
| ------------------------- | ------------- | ---------------- | ---------------- | ---------------- | --------------------- | --------------------- | --------------------- | --------------------- | --------------------- | -------------- |
| 200 метров вольным стилем | Орели Фаншетт | 1                | 2:23,49          | 5                | Завершила выступление | Завершила выступление | Завершила выступление | Завершила выступление | Завершила выступление | 35             |